# تورنشه
تورنشه (اسلوونیایی: Turnše) یک منطقهٔ مسکونی در اسلوونی است که در Upper Carniola واقع شده‌است.

## خصوصیات
تورنشه ۱٫۳ کیلومترمربع مساحت و ۲۵۲ نفر جمعیت دارد و ۳۴۵٫۹ متر بالاتر از سطح دریا واقع شده‌است.